# Jampruca
Jampruca é um município brasileiro do estado de Minas Gerais. Sua população recenseada em 2022 foi de 4 296 habitantes. Localiza-se no Vale do Rio Doce.

## História
Em 1935, quando a estrada Figueira (atual Governador Valadares-Teófilo Otoni), estava em construção, o garimpeiro Jorge Francisco Agostinho chegou à região para trabalhar na obra. Ficou entusiasmado com a fertilidade da terra e a beleza das matas e fixou residência no local. Assim nasceu o povoado de São Sebastião de Jampruca, nome da fazenda pertencente à família Dantas, no município de Araçuaí, onde Jorge Agostinho residiu. Com o tempo, o nome passou a ser Jampruca. Jorge Agostinho construiu uma capela em 1939. Nos anos 1950, o povoado progrediu e, em 1992, teve sua emancipação política.

## Geografia

### Relevo e hidrografia
O município está localizado na Unidade Geomorfológica Depressão Interplanáltica do Rio Doce com áreas de colinas. Outra geoforma encontrada é a Depressão erosiva.
Jampruca encontra-se na bacia do rio Suaçuí, sendo o município cortado pelo rio Itambacuri, afluente do rio Suaçuí. Outros cursos menores também estão presentes, como o córrego Água Preta, Boleira e Quiara.

### Clima
O clima de Jampruca é caracterizado como tropical com estação seca (tipo Aw segundo Köppen). O mês mais quente, janeiro, tem temperatura média de 26,5 °C, e o mês mais frio, junho, de 21,3 °C.

### Ecologia e meio ambiente
O município é abrangido pelo bioma da Mata Atlântica. Não há nenhuma unidade de conservação ambiente em todo o território de Jampruca.

## Economia
Jampruca tem uma economia bastante fragilizada. A maior unidade empregadora é a administração pública em geral, com 60% dos empregos. A agropecuária, o varejo e a extração de pedras também são atividades importantes para a economia do município.

## Infraestrutura

### Saúde
Jampruca possui 3 estabelecimentos de saúde, 29 profissionais e 8 equipamentos. Assim como a cidade vizinha Frei Inocêncio, a maior parte dos equipamentos de saúde são de odontologia.

### Educação
O curso com maior número de matrículas em Jampruca é o Ensino Fundamental I com 44% de todas as matrículas. A escola com maior número de matrículas é a Escola Estadual Coronel Antônio Lopes.

## Formação administrativa
Distrito criado com a denominação de Jampruca, pela Lei estadual nº 2764, de 30 de dezembro de 1962, subordinado ao município de Campanário.
Em divisão territorial datada de 31-XII-1963, o distrito de Jampruca, figura no município de Campanário. Assim permanecendo em divisão territorial datada de 1991.
Elevado à categoria de município com a denominação de Jampruca, pela Lei estadual nº 10704, de 27 de abril de 1992, desmembrado de Campanário. Sede no antigo distrito de Jampruca. Constituído de 2 distritos: Jampruca e São Sebastião do Barroso (ex-São Sebastião do Barreiro), ambos desmembrado de Campanário. Instalado em 1 de janeiro de 1993.
Em divisão territorial datada de 1995, o município é constituído de 2 distritos: Jampruca e São Sebastião do Barroso.
Assim permanecendo em divisão territorial datada de 2007.

## Turismo
A festa do jampruquense ausente traz de tempos em tempos seus ex-moradores para reencontros pontuais. São pessoas nativas de Jampruca mas que vivem em vários estados do Brasil bem como outros países.